# Listă de compoziții pe versurile lui Mihai Eminescu
Următoarea listă prezintă cele mai cunoscute compoziții bazate pe versurile lui Mihai Eminescu. Încă de la finele secolului XIX, unele texte mai accesibile (și, de regulă, de dimensiuni reduse) ale poetului român au fost însoțite de muzică unor valsuri sau romanțe compuse anume; câteva dintre ele au fost înregistrate de cultura pop și sunt cunoscute chiar și celor din generațiile tinere.
Registrul stilistic al muzicii scrise în acest scop s-a modificat de-a lungul vremii, cea mai spectaculoasă variație producându-se în anii șaizeci, odată cu apariția muzicii rock pe scena din România. Dincolo de intenția unui omagiu, muzica pe versurile lui Eminescu avea mai multe avantaje pentru artiștii noii mișcări, neagreate de conducerea politică pentru izul său occidental: „pe Eminescu nu-l contesta nimeni”; apoi, formațiile sprijineau valorile naționale. În plus, publicul îi putea acompania pe artiști în concerte, versurile fiind deja familiare celor mai mulți.
Încercăm o „periodizare” în funcție de dominantele stilistice regăsite în piesele și lucrările care fac obiectul articolului de față. În cadrul unei astfel de perioade, compozițiile vor fi ordonate alfabetic după numele autorului; în cazurile când este cunoscută cronologia pieselor compuse de un autor, ea va fi aplicată drept criteriu de ordonare. Când nu dispunem de asemenea informații, piesele vor fi așezate în ordine alfabetică.
În dreptul coloanelor pentru „ediții” (ale materialelor publicate – partituri), vor fi trecute între paranteze sursele care nu au putut fi verificate (vezi materiale indisponibile). Notăm cu asterisc edițiile modificate ale unor piese (de exemplu, înlocuirea acompaniamentului inițial de pian cu cifraje de acorduri).

## Piese timpurii
Singurele compoziții cunoscute din timpul vieții poetului sunt două romanțe semnate de Iancu Filip (De ce nu-mi vii? și Pe lângă plopii fără soț...), ambele scrise în 1887, când Eminescu se afla în vizită la sora sa, în Botoșani. După moartea poetului, un număr apreciabil de autori, mulți dintre ei uitați, au scris mici piese – serenade, romanțe, valsuri – pentru voce cu acompaniament de pian sau cor. Din perspectiva actuală, registrul stilistic în care se încadrează aceste piese este cel al muzicii ușoare – servesc drept argumente formele pieselor, instrumentația minimală, lipsa de notorietate a celor mai mulți compozitori sau incapabilitatea celor cunoscuți de a-și impune compozițiile din genuri mai largi (orchestral, vocal-simfonic, operă). Reprezentativ pentru această ultimă variantă, dar și unul dintre cei mai apreciați astfel de autori rămâne Guilelm Șorban, cunoscut și astăzi pentru valsurile Mai am un singur dor, Pe lângă plopii fără soț.
| Numele compozitorului         | Titlul piesei                      | Forma muzicală      | Ediții (vezi bibliografia)                                                  | Instrumentație  | Interpretări                                       | Alte note |
| ----------------------------- | ---------------------------------- | ------------------- | --------------------------------------------------------------------------- | --------------- | -------------------------------------------------- | --- |
| Ionel G. Brătianu (1885-1921) | De-acuma nu te-oi mai vedea        |                     | (Editura Arta, București, 1901)                                             | soprană și pian |                                                    | Partiturile compozițiilor scrise de Ionel Brătianu pot fi găsite la Biblioteca Academiei Române.                                         |
| Ionel G. Brătianu (1885-1921) | La steaua care-a răsărit           |                     | (Editura G. Degen, București)                                               | soprană și pian |                                                    | Partiturile compozițiilor scrise de Ionel Brătianu pot fi găsite la Biblioteca Academiei Române.                                         |
| Ionel G. Brătianu (1885-1921) | O, rămâi                           |                     | nepublicată                                                                 | soprană și pian | —                                                  | Partiturile compozițiilor scrise de Ionel Brătianu pot fi găsite la Biblioteca Academiei Române.                                         |
| Ionel G. Brătianu (1885-1921) | Și dacă ramuri bat în geam         |                     | nepublicată                                                                 | soprană și pian | —                                                  | Partiturile compozițiilor scrise de Ionel Brătianu pot fi găsite la Biblioteca Academiei Române.                                         |
| Ionel G. Brătianu (1885-1921) | Șoapte de amor                     |                     | (Tipografia Eminescu, București)                                            | soprană și pian |                                                    | Partiturile compozițiilor scrise de Ionel Brătianu pot fi găsite la Biblioteca Academiei Române.                                         |
| Iancu Filip                   | De ce nu-mi vii?                   | romanță             | (Const. Gebauer)                                                            | voce și pian    |                                                    | Compusă în 1887. |
| Iancu Filip                   | Pe lângă plopii fără soț...        | romanță             | (Const. Gebauer)                                                            | voce și pian    |                                                    | Compusă în 1887. |
| George Popescu                | Somnoroase păsărele                | serenadă            | S.Trepe, 1912                                                               | voce și pian    |                                                    | |
| Guilelm Șorban (1876-1923)    | Mai am un singur dor               | romanță             | (cărți poștale, 1896 și 1943); (Trei..., 1896); Album, 1900; Cele..., 1983* | voce și pian    | Alexandru Grozuța, Angela Moldovan, Gheorghe Sărac | A fost compus în noiembrie 1896, în casa lui Gheorghe Pop de Băsești, cu dedicația: „în semn de profundă stimă Dómnei Elena L. Hosszu”.  |
| Guilelm Șorban (1876-1923)    | Pe lângă plopii fără soț           | vals                | carte poștală, 1896; Cele..., 1983*                                         | voce și pian    | Ștefan Lăzărescu, Nicolae Nițescu, Gheorghe Sărac  | |
| Guilelm Șorban (1876-1923)    | De-aș avea                         | cor (tempo di hora) | (Trei..., 1899); Album..., 1900                                             | cor bărbătesc   |                                                    | Scriitură corală pentru patru voci: doi tenori, bariton și bas.                                                                          |
| Guilelm Șorban (1876-1923)    | Peste vârfuri trece lună           |                     | (Trei..., 1896)                                                             | cor bărbătesc   |                                                    | |
| Guilelm Șorban (1876-1923)    | O, rămâi                           | vals                | Album..., 1900                                                              | voce și pian    |                                                    | Dedicată „dómnei Ana Morar în semn de sinceră stimă”.                                                                                    |
| Guilelm Șorban (1876-1923)    | Peste vârfuri (trece lună)         |                     | (Luceafărul, 1912); (Cântece..., 1921)                                      | voce și pian    |                                                    | |
| Guilelm Șorban (1876-1923)    | Pe aceeași ulicioară...            |                     | nepublicată                                                                 | voce și pian    | —                                                  | Pentru piesele nepublicate compuse de Șorban, ordinea aleasă este cea sugerată de lista compozițiilor din albumul Piese lirice..., 1985. |
| Guilelm Șorban (1876-1923)    | Și dacă ramuri bat în geam         |                     | nepublicată                                                                 | voce și pian    | —                                                  | |
| Guilelm Șorban (1876-1923)    | Pe lângă plopii fără soț           |                     | nepublicată                                                                 | voce și pian    | —                                                  | Variantă a valsului compus în 1896. |
| Guilelm Șorban (1876-1923)    | Lacul                              |                     | nepublicată                                                                 | voce și pian    | —                                                  | |
| Guilelm Șorban (1876-1923)    | Somnoroase păsărele                |                     | nepublicată                                                                 | voce și pian    | —                                                  | |
| Guilelm Șorban (1876-1923)    | Ce-ți doresc eu ție, dulce Românie |                     | nepublicată                                                                 | voce și pian    | —                                                  | Compus în decembrie 1918, pentru cor mixt.                                                                                               |

## Compoziții din perioada interbelică

### Muzică cultă
| Numele compozitorului      | Titlul piesei         | Forma muzicală | Ediții (vezi bibliografia) | Instrumentație  | Interpretări | Alte note                                                 |
| -------------------------- | --------------------- | -------------- | -------------------------- | --------------- | ------------ | --------------------------------------------------------- |
| Mihail Andricu (1894-1974) | Peste vârfuri, op. 10 | lied           | nepublicată                | soprană și pian | —            | Compusă în 1929. Partitura se găsește la Biblioteca UCMR. |

## Creații postbelice

### Muzică cultă
| Numele compozitorului               | Titlul piesei                  | Forma muzicală     | Ediții (vezi bibliografia) | Instrumentație                | Alte note |
| ----------------------------------- | ------------------------------ | ------------------ | -------------------------- | ----------------------------- | --- |
| Sandu Albu (1897-1978)              | Peste vârfuri                  | lied               | nepublicate                | voce înaltă și pian           | Reunite în ordinea dată, piesele alcătuiesc lucrarea Cinci lieduri (1961-1963). Partiturile pot fi găsite la Biblioteca UCMR.                                                                               |
| Sandu Albu (1897-1978)              | Stelele-n cer                  | lied               | nepublicate                | voce înaltă și pian           | Reunite în ordinea dată, piesele alcătuiesc lucrarea Cinci lieduri (1961-1963). Partiturile pot fi găsite la Biblioteca UCMR.                                                                               |
| Sandu Albu (1897-1978)              | Dintre sute de catarge         | lied               | nepublicate                | voce înaltă și pian           | Reunite în ordinea dată, piesele alcătuiesc lucrarea Cinci lieduri (1961-1963). Partiturile pot fi găsite la Biblioteca UCMR.                                                                               |
| Sandu Albu (1897-1978)              | Din noaptea...                 | lied               | nepublicate                | voce înaltă și pian           | Reunite în ordinea dată, piesele alcătuiesc lucrarea Cinci lieduri (1961-1963). Partiturile pot fi găsite la Biblioteca UCMR.                                                                               |
| Sandu Albu (1897-1978)              | În ochii tăi                   | lied               | nepublicate                | voce înaltă și pian           | Reunite în ordinea dată, piesele alcătuiesc lucrarea Cinci lieduri (1961-1963). Partiturile pot fi găsite la Biblioteca UCMR.                                                                               |
| George Balint (n. 1961)             | Numai poetul                   | lied               | Lieduri... (2000), vol. I  | voce și pian                  | Partitura este semnată la data de 4 ianuarie 2000. |
| George Balint (n. 1961)             | Se bate miezul nopții...       | lied               | Lieduri... (2000), vol. I  | voce și pian                  | Partitura este semnată la data de 5 ianuarie 2000. |
| Pascal Bentoiu (n. 1927)            | Eminesciana II, op. 8 (Sonete) | triptic de lieduri | Lieduri... (2000), vol. I  | soprană și pian               | Lucrarea păstrează ordinea în care apar cele trei sonete la Eminescu: Afară-i toamnă, Sunt ani la mijloc, Cînd însuși glasul. Scriitura este unică, trecerea între sonete făcându-se fără oprire (attacca). |
| Nicolae Coman (n. 1936)             | Trecut-au anii                 | lied               | Lieduri... (2000), vol. I  | voce și pian                  | |
| Nicolae Coman (n. 1936)             | Și dacă...                     | lied               | Lieduri... (2000), vol. I  | voce și pian                  | |
| Felicia Donceanu (n. 1931)          | Cu penetul                     | lied               | Lieduri... (2000), vol. I  | voce și pian                  | |
| Felicia Donceanu (n. 1931)          | La mijloc de codru des         | lied               | Lieduri... (2000), vol. I  | voce și pian                  | |
| Felicia Donceanu (n. 1931)          | Lumineze stelele               | lied               | Lieduri... (2000), vol. I  | voce, trianglu și pian        | |
| Doru Popovici (n. 1932)             | Când însuși glasul             | lied               | Lieduri... (2000), vol. I  | voce înaltă și pian           | În ordinea dată, piesele alcătuiesc lucrarea Trei cântece pe versuri de Mihai Eminescu, op. 2, n. 3. |
| Doru Popovici (n. 1932)             | Dintre sute de catarge         | lied               | Lieduri... (2000), vol. I  | voce înaltă și pian           | În ordinea dată, piesele alcătuiesc lucrarea Trei cântece pe versuri de Mihai Eminescu, op. 2, n. 3. |
| Doru Popovici (n. 1932)             | Și dacă...                     | lied               | Lieduri... (2000), vol. I  | voce înaltă și pian           | În ordinea dată, piesele alcătuiesc lucrarea Trei cântece pe versuri de Mihai Eminescu, op. 2, n. 3. |
| Livia Teodorescu-Ciocănea (n. 1959) | Melancolie                     | lied               | Lieduri... (2000), vol. I  | soprană și pian               | |
| Livia Teodorescu-Ciocănea (n. 1959) | Odă în metru antic             | lied               | Lieduri... (2000), vol. I  | soprană și pian               | |
| Anatol Vieru (1926-1998)            | Peste vârfuri                  | lied               | Lieduri... (2000), vol. I  | voce și pian                  | În ordinea dată, piesele alcătuiesc lucrarea Patru cântece pe versuri de Mihai Eminescu. Ultima piesă, Și dacă..., este scrisă în manieră dodecafonică.                                                     |
| Anatol Vieru (1926-1998)            | Cu penetul ca sideful          | lied               | Lieduri... (2000), vol. I  | voce și pian                  | În ordinea dată, piesele alcătuiesc lucrarea Patru cântece pe versuri de Mihai Eminescu. Ultima piesă, Și dacă..., este scrisă în manieră dodecafonică.                                                     |
| Anatol Vieru (1926-1998)            | La mijloc de codru des         | lied               | Lieduri... (2000), vol. I  | voce și pian                  | În ordinea dată, piesele alcătuiesc lucrarea Patru cântece pe versuri de Mihai Eminescu. Ultima piesă, Și dacă..., este scrisă în manieră dodecafonică.                                                     |
| Anatol Vieru (1926-1998)            | Și dacă...                     | lied               | Lieduri... (2000), vol. I  | voce și pian                  | În ordinea dată, piesele alcătuiesc lucrarea Patru cântece pe versuri de Mihai Eminescu. Ultima piesă, Și dacă..., este scrisă în manieră dodecafonică.                                                     |
| Ion Vintilă (1924-1977)             | Mai am un singur dor           | lied-madrigal      | nepublicată                | tenor și bariton (a cappella) | Compus în 1960. |

### Muzică rock
Regimul politic din România anilor șaizeci a „slăbit” cenzura aplicată culturii, în intenția de a recâștiga simpatia maselor după evenimentele din anii cincizeci. Artiștii au profitat de acest moment; între altele, muzicienii tineri au adoptat muzica rock. Pentru câțiva ani, în acest stil s-au cântat preluări (covers) în limba originară (mai ales engleză). Cum textele românești propuse în primii ani erau puerile, s-a apelat în multe situații la versurile poeților români. Autorul care s-a bucurat cel mai mult de atenția tinerilor compozitori a fost, de departe, Mihai Eminescu.
Față de piesele amintite până la acest punct, cele de muzică rock vor fi descrise după alte criterii, mai degrabă comune genurilor muzicii de consum (ale culturii pop). Acestea împrumută câteva caractere ale muzicii folclorice, dintre care mai de interes este aici oralitatea (lipsa unei notații riguroase, conceperea și transmiterea muzicii după auz). Față de muzica cultă, unde totul pleca de la partitură, muzicile de consum vor fi mai bine ilustrate de înregistrări, de unde poate fi reconstituit traseul compozițional. Deși în unele cazuri există partituri, ele nu justifică în întregime ce se aude pe înregistrări, unde multe intervenții sunt improvizate. Prin urmare, ca reper va fi aleasă prima înregistrare finalizată a piesei; ei îi corespunde și instrumentația descrisă (însoțită de numele interpreților, în măsura în care ne sunt cunoscuți).
| Formația   | Titlul piesei          | Numele compozitorului | Discuri (vezi discografia)                                                  | Instrumentație |
| ---------- | ---------------------- | --------------------- | --------------------------------------------------------------------------- | --- |
| Harap-Alb  | Lasă-ți lumea          | Gabriel Nacu          | needitată (înreg. 1979)                                                     | voce (Cristian Minculescu), ch. electrică (Gabriel Nacu), ch. bas (Anton Hașiaș), baterie (Nicky Dinescu) |
| Mondial    | Atât de fragedă        | Gabriel Drăgan        | Mondial EP „nr. 1”, 1969 (Electrecord) Remember Mondial, 1993 (Electrecord) | voce (Gabriel Drăgan), grupul vocal al lui Voicu Enăchescu, orch. de cameră (8 vl., 2 Br., 2 v.cel, 2 fl., ob., c.i.), 2 ch. electrice (Gabriel Litvin, Dragoș Vasiliu), ch. bas (Filip Merca), baterie (Florin Dumitru) |
| Mondial    | Departe sînt de tine   | Gabriel Drăgan        | Mondial (LP), 1971 (Electrecord) Remember Mondial, 1993                     | voce (Gabriel Drăgan), 2 ch. electrice (Gabriel Litvin, Vlad Gabrielescu), pian și orgă electronică (Mircea Drăgan), ch. bas (Filip Merca), baterie (Mihai Cernea)                                                       |
| Mondial    | Codrul                 | Mihai Cernea          | needitată (înreg. 1973)                                                     | voce (Mihai Cernea), ch. electrică (Sorin Tudoran), orgă electronică (Nicolae Enache), ch. bas (Filip Merca), baterie (Mihai Cernea)                                                                                     |
| Pro Musica | Dintre sute de catarge | Ilie Stepan           | Rockul baroc (LP), 1988 (Electrecord)                                       | voce (Tic Petroșel), ch. acustică și mandolină (Ilie Stepan), ch. electrică (Bujor Grigore Hariga), ch. bas (Christian Podratzky), baterie (Vasile Dolga), claviaturi (Ștefan Inczedi), flaut (Gigi Pavel)               |
| Pro Musica | Glossă                 | Ilie Stepan           | needitată (înreg. 1974)                                                     | ch. acustică și voce (Ilie Stepan), claviaturi (Doru Apreotesei), flaut (Liviu Butoi), vioară (Erlend Krauser), ch. bas (Dixie Krauser)                                                                                  |
| Pro Musica | Și dacă...             | Ilie Stepan           | Formații rock 9 (LP), 1986 (Electrecord)                                    | voce (Nae Tarnoczi), 2 ch. electrice (Ilie Stepan, Bujor Grigore Hariga), ch. bas (Richard Schoring), baterie (Vasile Dolga), claviaturi (Antoniu Furtună)                                                               |
| Sfinx      | Peste vârfuri          | Petre Iordache        | Sfinx EP „nr. 1”, 1974 (Electrecord)                                        | 2 voci, celestă și pian (Dan Andrei Aldea), corn francez (Petre Iordache), ch. bas (Corneliu "Bibi" Ionescu), baterie (Mihai Cernea)                                                                                     |
| Sideral    | Somnoroase păsărele    |                       | needitată (înreg. 1969?)                                                    | 3 voci (Cezar Tătaru, Liviu Tudan, Vlad Gabrielescu), ch. electrică (Vlad Gabrielescu), orgă electronică (Mircea Drăgan), ch. bas (Liviu Tudan), baterie (Ștefan Mihăescu)                                               |
| Voltaj     | De ce nu-mi vii        | Adrian Ilie           | needitată (înreg. din concert, 1991)                                        | voce (Sandu Costică), 2 ch. electrice (Cristi Luca, Gabi Constantin), ch. bas (Mircea Preda), baterie (Doru Istudor „M.S.”)                                                                                              |

### Muzică pop
| Formația | Titlul piesei       | Numele compozitorului | Discuri (vezi discografia) | Instrumentație                                                      |
| -------- | ------------------- | --------------------- | -------------------------- | ------------------------------------------------------------------- |
| T-Zone   | Somnoroase păsărele |                       | Housemania, 2002 (Vela)    | două voci (Lucian Ionescu, Mihaela Geangu), instrumente electronice |

## Galerie
Mai jos puteți vedea reproduceri din publicații muzicale (partituri) și coperțile unor înregistrări pe versurile lui Eminescu, așezate laolaltă într-o ordine aproximativ cronologică.

Filip Iancu - De ce nu'mi vii?
Filip Iancu - Pe lângă plopii fără soţ...
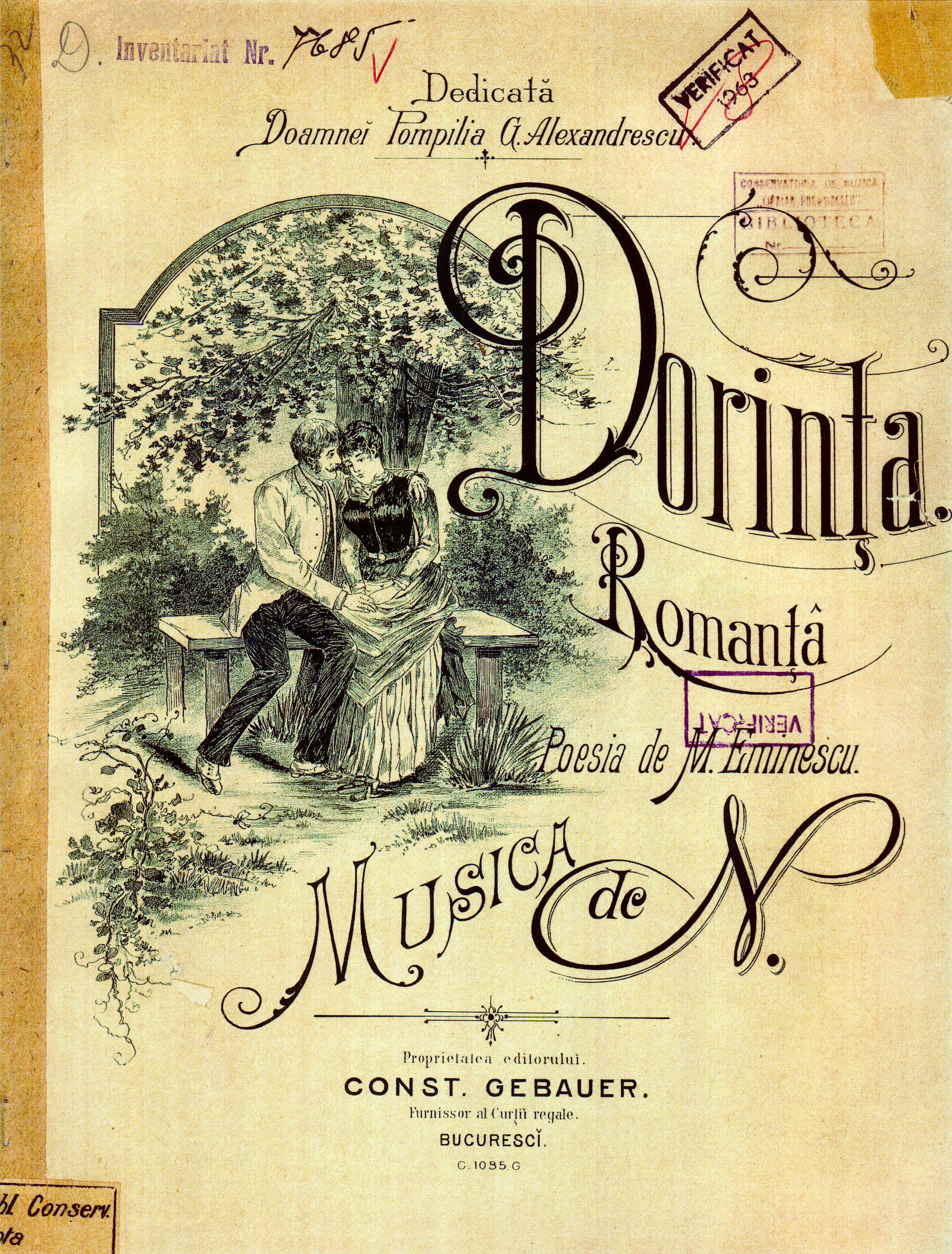
N. – Dorinţa
George Popescu - Somnoroase păsărele

#### Cărți
- Angelescu, Silviu et al. (1999). Limba și literatura română. Manual pentru clasa a 9-a, Editura All Educational, București. ISBN 973-684-079-4
- Ionescu, Doru (2005). Timpul chitarelor electrice. Jurnal de călătorie în arhiva TVR, vol. 1, Editura Humanitas Educațional, București. ISBN 973-689-064-3
- Popescu, Mihai (1981). Repertoriul general al creației muzicale românești, vol. 2 (Muzică de cameră), Editura Muzicală, București

#### Albume de piese și partituri
- Popescu, George (1912). Serenada «Somnoroase păsărele», Editura S. Trepe, București
- Șorban, Guilelm (1900). Album de composiții românesci, Editura autorului, Viena
Notă. Albumul se vindea doar la adresa autorului și la o librărie din Gherla (pe atunci, parte a Imperiului Austro-Ungar). Un exemplar al albumului se află la biblioteca Conservatorului din București. În pagina de titlu sunt indicate, atât o editură proprie, cât și notația „Inst. Lith[ografic] F.M. Geidel, Leipsic” (în subsolul paginii, caractere minuscule). Este posibil ca în Leipzig să fi fost litografiate doar ilustrațiile cărții.
- Șorban, Guilelm (1985). Piese lirice și jocuri românești pentru pian, Editura Muzicală, București
Notă. Reproducere fotografică a Siorban, Guillaume (1911). Morceaux lyriques et danses roumaines pour piano, Inst. Lith. de F.M., Geidel, Leipzig, corectată și completată cu postfață, cronologie și o listă de compoziții ale autorului.
- Cele mai frumoase romanțe de ieri și de azi (1983). Supliment al revistei „Muzica”, Editura Muzicală, București
- Lieduri din creația contemporană românească (2000), vol. I (lieduri pe versuri de M. Eminescu). Editura Fundației „România de Mâine”, București. ISBN 973-582-194-X

#### Materiale indisponibile
Existența următoarelor materiale este confirmată doar prin figurarea lor în diverse evidențe (publicate în cărțile, albumele și paginile de Internet notate de-a lungul articolului). Ele nu au putut fi verificate, fiind foarte rare sau inaccesibile autorilor articolului. Au fost notate în paranteze la coloana „ediții” din tabelele de mai sus. În continuare, în dreptul fiecărui material este aminitită sursa care-l atestă.
- Brătianu, Ionel (1901). De-acuma nu te-oi mai vedea, Editura Arta, București
- Brătianu, Ionel (f.a.). La steaua care-a răsărit, Editura G. Degen, București
- Brătianu, Ionel (f.a.). Șoapte de amor, Tipografia Eminescu, București
- Filip, Jancu (f.a.). De ce nu'mi vii?, Editura Const. Gebauer, București[18]
- Filip, Jancu (f.a.). Pe lângă plopii fără soț..., Editura Const. Gebauer, București[18]
- Șorban, Guilelm (1896). Mai am un singur dor (carte poștală), Imprimeria C.G. Röder, Leipzig[6]
- Șorban, Guilelm (1896). Pe lângă plopii fără soț (carte poștală), Imprimeria C.G. Röder, Leipzig[6]
- Șorban, Guilelm (1896). Trei composiții, Editura autorului, Imprimeria Jos. Eberle, Viena[6]
- Șorban, Guilelm (1912). Peste vârfuri, în revista „Luceafărul”, Sibiu[5]
- Șorban, Guilelm (1921). Cântece pentru voce și pian, Editura Cartea Românească, București[6]
Notă. Albumul a fost republicat sub același titlu în 1943, la Editura Eran, Cluj (ediția a doua).
- Șorban, Guilelm (1943). Mai am un singur dor (carte poștală), fără editură/imprimerie[6]

## Discografie
- Mondial (1969). Romanță fără ecou/Primăvara/De va veni la tine vîntul/Atît de fragedă, Electrecord
- Mondial (1971). Mondial (LP), Electrecord EDE 0544
- Pro Musica + Accent (1986). Formații rock 9 (LP), Electrecord
- Pro Musica (1988). Rockul baroc (LP), Electrecord EDE 03443
- Mondial (1993). Remember Mondial (CD, MC), Electrecord EDC 256
- RA (1999). Geniu pustiu (CD), Bestial Records
- Sfinx (1974). Coborîse primăvara/Ziua ta/Fiii soarelui/Peste vîrfuri, Electrecord
- T-Zone (2002). Housemania. T-Zone in Session (CD), Vela